# Josef Ursin (Politiker, 1863)
Josef Ursin, bis 1886 Unsinn (* 27. Juni 1863 in Tulln; † 29. Oktober 1932 in Wien) war ein österreichischer Politiker der Großdeutschen Volkspartei (GdP).

## Leben
Josef Ursin entstammte einer Tullner Familie, die auf eine deutschnationale Tradition zurückblicken konnte: Schon sein gleichnamiger Vater Josef Ursin, der dreimal zum Bürgermeister von Tulln gewählt wurde, gehörte der Deutschliberalen Partei sowie der Schönerer-Bewegung an und kandidierte 1887 erfolgreich für einen deutschnationalen Sitz im Reichsrat.
Angespornt von seinem Vater fand Ursin schon früh Zugang zum Gedankengut der deutschnationalen Bewegung und insbesondere zu rassentheoretischen Inhalten: Während seiner Gymnasialzeit las er die antisemitischen Standardwerke von Arthur de Gobineau und Eugen Dühring. Nach der Matura studierte er Medizin an den Universitäten Wien und Innsbruck. Dort lenkte er durch gezielte antisemitische Propaganda erhebliche Aufmerksamkeit auf sich und wurde von beiden Universitäten vorübergehend relegiert. Während seines Studiums wurde er 1881 Mitglied der Burschenschaft Teutonia Wien und war 1892 einer der Mitgründer der Burschenschaft Germania Innsbruck. Nach dem Abschluss seines Studiums arbeitete er als Nervenarzt in Tulln.
Wie sein Vater trat er der Deutschnationalen Partei bei und wurde enger Mitarbeiter Georg von Schönerers. Gemeinsam mit dem deutschnationalen Heirich Niklas gründete Ursin in Tulln den Deutschen Turnverein, der als Sammelbewegung für örtliche Rassenantisemiten und später für illegale Nationalsozialisten diente. Ursin ist auch Gründer des Alldeutschen Vereins für die Ostmark, der sich 1920 mit anderen deutschnationalen Parteien zur GdP vereinigte. 1919 schaffte er den Einzug ins Österreichische Parlament. Dort war er „der kompromißlose Antisemit seit seiner Geburt, immer bestrebt, gegen den Einfluß des Judentums, gegen die Zerstörung des deutschen Volkes durch die Juden auf das energischste Stellung zu nehmen.“ Zielscheibe seiner antisemitischen Angriffe waren vor allem die ostjüdischen Kriegsflüchtlinge aus Galizien. Bei einer 1919 vom Deutschen Volksrat für Wien und Niederösterreich organisierten antisemitischen Großkundgebung auf dem Wiener Rathausplatz rief er zum Pogrom gegen die Juden auf.
Nach seinem Tod 1932 setzte sein Sohn Karl Ursin sein rassenpolitisches Werk fort. Während der Zeit des Nationalsozialismus beantragte die Gemeinde Tulln den Antrag auf eine Straßenbenennung nach Dr. Josef Ursin, zu der es aus formellen Gründen jedoch nicht kam.

## Politische Funktionen
- Mitglied der Reichsparteileitung der GdP
- Obmann der Altdeutschen Vereine für die Ostmark

## Politische Mandate
- 4. März 1919 bis 9. November 1920: Mitglied der Konstituierenden Nationalversammlung, GdP
- 10. November 1920 bis 20. November 1923: Mitglied des Nationalrates (I. Gesetzgebungsperiode), GdP